# Ingrid Gfölner
Ingrid Gfölner (13 settembre 1952) è un'ex sciatrice alpina austriaca.
In seguito al matrimonio aggiunse al proprio il cognome del coniuge e dalla stagione 1974-1975 gareggiò come Ingrid Schmid-Gfölner.

## Biografia
Discesista e gigantista originaria di Schruns, Ingrid Gfölner ottenne il primo risultato di rilievo in Coppa del Mondo il 15 gennaio 1970 sulle nevi di Badgastein, dove giunse 6ª in discesa libera; un mese dopo venne convocata per i Mondiali di Val Gardena 1970, dove ottenne il 5º posto nella medesima specialità. Il 10 gennaio 1973 salì per la prima volta sul podio in Coppa del Mondo piazzandosi 3ª in discesa libera a Pfronten, dietro alle compagne di squadra Annemarie Moser-Pröll e Irmgard Lukasser; il 15 gennaio 1975 a Schruns si aggiudicò l'ultimo piazzamento tra le prime tre nel circuito, con il 2º posto in discesa libera alle spalle della svizzera Bernadette Zurbriggen. L'ultimo piazzamento della sua carriera agonistica fu il 9º posto ottenuto nello slalom gigante di Coppa del Mondo disputato ad Aspen il 13 marzo 1976; non prese parte a rassegne olimpiche.

## Palmarès

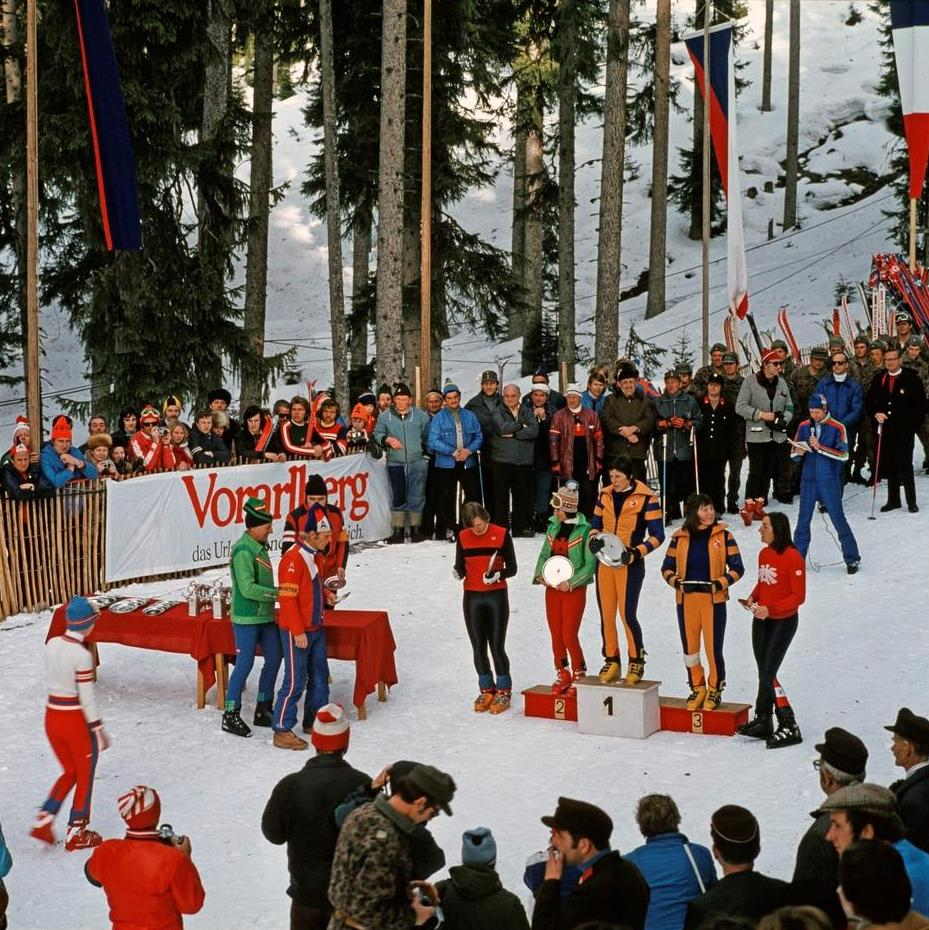
Il podio della discesa libera di Coppa del Mondo disputata il 15 gennaio 1975 a Schruns: Bernadette Zurbriggen (1ª, al centro), Ingrid Gfölner (2ª, a sinistra) e Marie-Theres Nadig (3ª, a destra)

### Coppa del Mondo
- Miglior piazzamento in classifica generale: 9ª nel 1973
- 5 podi (tutti in discesa libera):
  - 3 secondi posti
  - 2 terzi posti

### Campionati austriaci
- 7 medaglie[1][senza fonte]:
  - 2 ori (discesa libera, combinata nel 1971)
  - 3 argenti (slalom gigante nel 1971; slalom gigante, slalom speciale nel 1973)
  - 2 bronzi (discesa libera, slalom gigante nel 1974)

### Campionati austriaci juniores
- 3 medaglie[1][senza fonte]:
  - 2 ori (slalom speciale, combinata nel 1968)
  - 1 bronzo (discesa libera nel 1968)